# Scontro bionico
Scontro bionico (Bionic Showdown: The Six Million Dollar Man and the Bionic Woman) è un film per la televisione del 1989 diretto da Alan J. Levi. 
Il film fa parte del franchise di fantascienza L'uomo da sei milioni di dollari ed è un crossover tra le due serie televisive L'uomo da sei milioni di dollari e La donna bionica, interpretate rispettivamente da Lee Majors, nei panni di Steve Austin, e Lindsay Wagner, in quelli di Jaime Sommers. È inoltre il secondo dei tre film reunion per la televisione, preceduto da Il ritorno dell'uomo da sei milioni di dollari del 1987 e seguito da Il ritorno della donna bionica del 1994.
Il film avrebbe dovuto rappresentare il pilota per una nuova serie televisiva basata sulle avventure di Kate Mason (una quasi esordiente Sandra Bullock), la nuova "donna bionica", ma la cosa non si è mai concretizzata.

## Trama
Oscar Goldman convince Steve Austin a rientrare dalla pensione per lavorare come capo della sicurezza per i World Unity Games, una competizione sportiva mondiale che si tiene a Toronto, in Canada. Ma qualcuno trafuga importanti informazioni sulla sicurezza dei giochi e di questo vengono sospettati Steve Austin e Jaime Sommers, in quanto la spia è bionica.
Jaime Sommers nel frattempo sta fornendo supporto alla preparazione di un nuovo agente bionico dell'OSI: Kate Mason, che, paralizzata dall'età di sei anni, ha acconsentito di sottoporsi a un impianto bionico che le consentirà di tornare a camminare per la prima volta. I suoi impianti buonici inoltre sono più avanzati di quelli di Steve, Jaime e di Michael Austin.
Data la grave situazione data dalla fuga di informazioni, viene messo a capo dell'OSI il generale John McAllister, che interroga Steve e Jaime. Ma i sospetti su di loro risultano infondati, perché un'organizzazione nemica ha creato un proprio agente bionico impiegato sul campo. Questo agente piazza una bomba sulla barca di Austin per ucciderlo, finendo per colpire invece il nipote di Oscar Goldman, Jim, che rimane ferito. Tramite uno stratagemma Oscar Goldman si infiltra nell'organizzazione nemica, scoprendo alla fine che si tratta di un tradimento dall'interno: a complottare contro l'OSI e i suoi agenti, sono il vice direttore della CIA Charles Esterman, il generale sovietico Dzerinsky e l'agente dell'OSI Alan Devlin, che è la spia dotata di impianti bionici. Kate Mason interviene e uccide Devlin, mentre Esterman e il suo complice Dzerinsky finiscono in carcere.

## Personaggi e interpreti
- Steve Austin, interpretato da Lee Majors, doppiato in italiano da Pino Locchi.
- Jaime Sommers, interpretata da Lindsay Wagner, doppiata in italiano da Maria Pia Di Meo.
- Oscar Goldman, interpretato da Richard Anderson.
- Kate Mason, interpretata da Sandra Bullock.
- Jim Goldman, interpretato da Jeff Yagher.
- Rudy Wells, interpretato da Martin E. Brooks.
- Charles Estiman, interpretato da Josef Sommer.
- Allan Devlin, interpretato da Geraint Wyn Davies.

## Produzione
Le riprese sono state effettuate a Toronto e Hamilton, in Canada.

## Distribuzione
Il film è stato trasmesso dall'emittente televisiva statunitense NBC il 30 aprile 1989, alle ore 21:00.